# Podsavezna nogometna liga Bitola 1962./63.
Podsavezna nogometna liga Bitola, također kao i Liga nogomotnog podsaveza Bitola, Podsavezna nogometna liga Bitolj je bila liga četvrtog stupnja nogometnog prvenstva Jugoslavije u sezoni 1962./63. 
 
Sudjelovalo je 10 klubova, a prvak je bila "Pelagonija" iz Bitolja. 

## Ljestvica
| mj. | klub                     | ut. | pob. | ner. | por. | gol+ | gol- | bod |
| --- | ------------------------ | --- | ---- | ---- | ---- | ---- | ---- | --- |
| 1.  | Pelagonija Bitolj        | 18  | 15   | 2    | 1    | 51   | 13   | 32  |
| 2.  | Prilep                   | 18  | 12   | 1    | 5    | 58   | 26   | 25  |
| 3.  | Pitu Guli Kruševo        | 18  | 8    | 4    | 6    | 53   | 29   | 20  |
| 4.  | Železničar Kičevo        | 18  | 9    | 2    | 7    | 38   | 41   | 20  |
| 5.  | Mladost Bitolj           | 18  | 6    | 7    | 5    | 43   | 40   | 19  |
| 6.  | Bukovo                   | 18  | 7    | 2    | 9    | 37   | 53   | 16  |
| 7.  | Metalec Ohrid            | 18  | 4    | 6    | 8    | 39   | 44   | 14  |
| 8.  | Prespa Resen             | 18  | 5    | 4    | 9    | 27   | 35   | 14  |
| 9.  | Demir Hisar              | 18  | 4    | 2    | 12   | 24   | 56   | 10  |
| 10. | Proleter Makedonski Brod | 18  | 2    | 6    | 10   | 22   | 56   | 10  |

## Rezultatska križaljka
| kratica | klub                     | BUK | DEMH | MET | MLA | PEL | PITG | PRE | PRI | PRO | ŽEL |
| --- | ------------------------ | --- | ---- | --- | --- | --- | ---- | --- | --- | --- | --- |
| BUK | Bukovo                   |     |      |     |     |     |      |     |     |     |     |
| DEMH | Demir Hisar              |     |      |     |     |     |      |     |     |     |     |
| MET | Metalec Ohrid            |     |      |     |     |     |      |     |     |     |     |
| MLA | Mladost Bitolj           |     |      |     |     |     |      |     |     |     |     |
| PEL | Pelagonija Bitolj        |     |      |     |     |     |      |     |     |     |     |
| PITG | Pitu Guli Kruševo        |     |      |     |     |     |      |     |     |     |     |
| PRE | Prespa Resen             |     |      |     |     |     |      |     |     |     |     |
| PRI | Prilep                   |     |      |     |     |     |      |     |     |     |     |
| PRO | Proleter Makedonski Brod |     |      |     |     |     |      |     |     |     |     |
| ŽEL | Železničar Kičevo        |     |      |     |     |     |      |     |     |     |     |
| |                          |     |      |     |     |     |      |     |     |     |     |
| podebljan rezultat - utakmice od 1. do 9. kola (1. utakmica između klubova) rezultat normalne debljine - utakmice od 10. do 18. kola (2. utakmica između klubova) rezultat nakošen - nije vidljiv redoslijed odigravanja međusobnih utakmica iz dostupnih izvora rezultat nakošen i smanjen * - iz dostupnih izvora nije uočljiv domaćin susreta prekrižen rezultat - poništena ili brisana utakmica p - utakmica prekinuta 3:0 p.f. / 0:3 p.f. - rezultat 3:0 bez borbe n.i. - nije igrano |                          |     |      |     |     |     |      |     |     |     |     |

 Izvori: 

## Unutrašnje poveznice
- Makedonska liga 1962./63.